# Charles Gandy
Charles Gandy, né le 21 avril 1872 à Dijon et mort le 5 juillet 1943 à Paris, est un médecin français, célèbre pour les nodules de Gamna-Gandy.